# 빙장
빙장(promession, 氷葬)은 동결 건조를 통해 시신을 처리하는 아이디어이다. 빙장 개념은 스웨덴의 생물학자 수잔 위그-매삭(Susanne Wiigh-Mäsak)이 개발했으며, 그녀는 이 이름을 "약속"을 뜻하는 이탈리아어 단어(promessa)에서 따왔다. 그녀는 1997년에 자신의 아이디어를 상업적으로 추구하기 위해 Promessa Organic AB를 설립했다. 이 회사는 작동하는 시설을 만들지 못하고 2015년에 파산했다. 비판론자들에 따르면 빙장 아이디어는 의문스러우며 기능적인 방법이 아니다.

## 과정
빙장의 아이디어는 다섯 단계를 포함한다:
1. 관 분리: 시신을 방에 넣는다.
2. 극저온 냉동: −196 °C의 액체 질소가 시신을 결정화한다.
3. 진동: 시신이 몇 분 안에 입자로 분해된다.
4. 동결 건조: 입자를 건조실에서 동결 건조하여 원래 무게의 약 30%를 남긴다.
5. 금속 분리: 모든 금속(예: 치과용 아말감, 인공 고관절 등)은 자력 또는 체질을 통해 제거된다. 건조된 분말은 생분해성 관에 넣어 흙의 상층에 매장되며, 이곳에서 호기성 박테리아가 6~12개월 만에 유해를 부식토로 분해한다.

## 비판
빙장이 기능적인 방법인지에 대한 의문이 제기되고 있다. 빙장을 위한 시설은 아직 건설되거나 가동된 적이 없다. 비판론자들은 이러한 방식으로 동결 건조된 인체를 원자화하는 것이 물리적으로 불가능하다고 주장한다.

## 현재 상태
Promessa Organic AB는 기능하는 모듈이나 시설을 생산하지 못하고 2015년에 청산되었다.

## 같이 보기
- 알칼리 가수 분해 장례